# Emin Bayram
Emin Bayram (* 2. April 2003 in Istanbul) ist ein türkischer Fußballspieler, der bei KVC Westerlo unter Vertrag steht.

## Vereinskarriere
Bayram kam mit neun Jahren in die Jugend von Galatasaray Istanbul. Nach sechs Jahren in der Jugend der Gelb-Roten unterschrieb Bayram einen Profivertrag mit einer Laufzeit von drei Jahren. Sein erstes Pflichtspiel in der ersten Mannschaft absolvierte der Innenverteidiger am 4. Dezember 2019 im türkischen Pokal gegen Tuzlaspor.
Sein Debüt in der Süper Lig machte Bayram am 26. Januar 2020 gegen Konyaspor. Sein Chef-Trainer Fatih Terim wechselte ihn für Emre Akbaba in der 90. Spielminute ein. Emin Bayram ist mit 16 Jahren, neun Monaten und 24 Tagen der viertjüngste Spieler, der für Galatasaray in der Süper Lig zum Einsatz kam. In der Ligabegegnung gegen MKE Ankaragücü am 12. Juli 2020 führte Bayram die Mannschaft als Kapitän an. Mit 17 Jahren ist Bayram der jüngste Mannschaftskapitän der Vereinsgeschichte.
Für den Rest der Saison 2020/21 wurde Bayram an den Zweitligisten Boluspor ausgeliehen. In der Saison 2022/23 kam Bayram zu sieben Ligaspielen für Galatasaray und wurde am Ende der Saison türkischer Meister. Während der Saison 2023/24 wechselte der Innenverteidiger leihweise nach Belgien zu KVC Westerlo. Während der Sommerpause 2024 hat der KVC Westerlo Bayram verpflichtet und bezahlte eine Ablöse von 4 Millionen Euro.

## Nationalmannschaft
Von 2017 bis 2019 spielte Emin Bayram für die türkische U-15 und U-16. 2019 gehörte Bayram dem Kader der türkischen U-17 an.

## Erfolg
Mit Galatasaray Istanbul
- Türkischer Meister: 2023